# DSCH動機

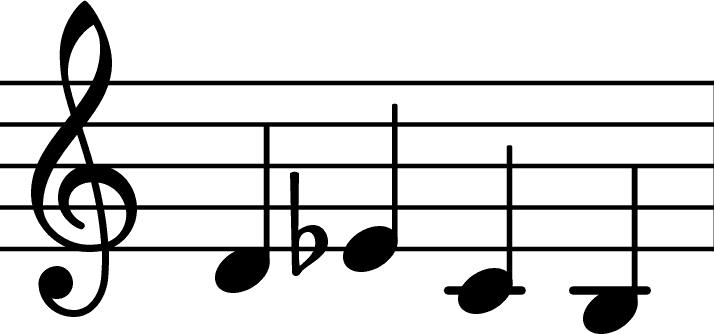
DSCH 動機的組成音

動機是俄國作曲家蕭士達高維契以自己的姓名引伸出來的一個音樂動機（motif）。由“D，E♭，C，B”四個音組成，代表名字中的“D，Es，C，H”（讀作："De-Es-Ce-Ha"）。由於他的姓名用德文的拼法是：Dimitri SCHostakowitsch，而音樂在德文中，S代表E♭；H代表B♮，因此得出這四個音。
巴赫亦曾以自己的姓氏“B（即B♭），A，C，H（即B♮）”創作出更著名的BACH動機。

## 運用

### 蕭士達高維契
以下作品均可以找到DSCH動機:
- 《第10號交響曲》
- 《第15號交響曲》
- 《第1號小提琴協奏曲》
- 《第1號大提琴協奏曲》
- 《第5號絃樂四重奏》
- 《第8號絃樂四重奏》

他的《第2號鋼琴奏鳴曲》亦曾有說是DSCH動機作品之一，但從樂譜分析可見，第1、2樂章基本上並不存在相關的動機，而第3樂章中的主題部份，實情為「F、B、B、D、D、E♭、D、C♯、B」，所使用的是C♯而非C♮。而C♯在整個樂章中的重要性都比C♮強烈。雖然在第16-17小節間的確出現以了C♮所組成的DSCH動機片段，但最多只可視為主題旋律中的一個變化型，並不如其他樂曲中有突出的主導性。

### 其他作曲家
有作曲家為對蕭士達高維契致敬，在自己的音樂作品中都會加入DSCH動機。其中包括有俄國作曲家舒尼鍵的"Preludy in memory of Dmitri Shostakovich"；格魯吉亞作曲家Sulkhan Tsintsadze的 《第9號絃樂四重奏》；英國作曲家史雲遜（Ronald Stevenson）的一首帕薩卡利亞舞曲；蕭士達高維契的其中一位學生，俄國作曲家傑尼索夫的《1969 DSCH》（為單簧管、長號、大提琴和鋼琴）和《薩克管奏鳴曲》(1970)都有出現過DSCH動機。
英國作曲家布烈頓在聖樂合唱《羔羊中的喜樂》中，伴奏部份多次重覆地運用了DSCH動機；而歌劇《盧克堤雅的掠奪》中盧克堤雅的一個咏歎調"Give him this orchid"，同樣以DSCH動機為結構。
近代意大利作曲家 Lorenzo Ferrero 於2006年創作了為雙簧管、小提琴、鋼琴和樂隊的樂曲《DEsCH》，紀念蕭士達高維契由百歲冥辰；另一首Op.111 - Bagatella su Beethoven (2009)，則將貝多芬第32號鋼琴奏鳴曲和蕭士達高維契的音樂串聯起來。

### 非音樂作品
DSCH Journal，是一本以研究蕭士達高維契作品的音樂學術期刊，以DSCH動機而命名。
DSCH Publishers
，是設於俄羅斯的出版社，1993年成立，後來亦成為獨家出版蕭士達高維契的樂譜，並推出他的全集，2005年推出全新版本，共150冊，其中25%為以前未曾出版過的作品。

## 軼事

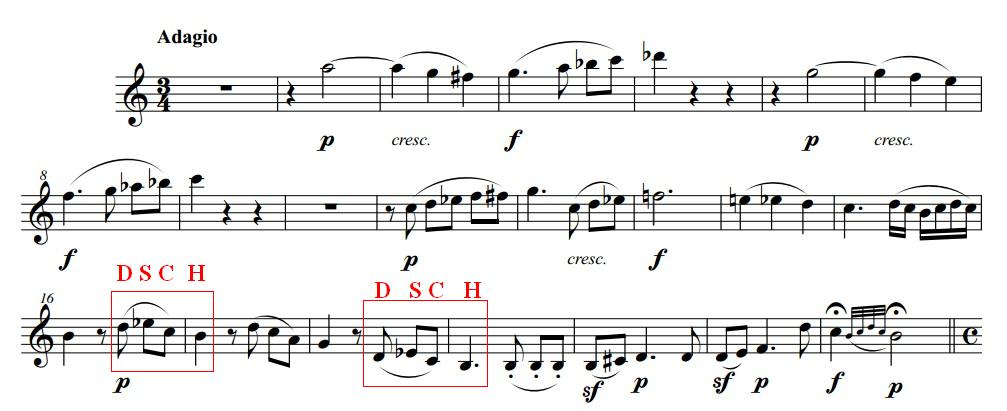
莫扎特C大調絃樂四重奏《不協和音》中出現了DSCH動機。

莫扎特於1785年完成的C大調絃樂四重奏，第1樂章中的第16及第18小節，均出現了DSCH動機樂句，比蕭士達高維契本人提早了近170年。